# Нерубайська сільська рада (Одеський район)
Неруба́йська сільська́ ра́да — орган місцевого самоврядування Нерубайської сільської громади в Одеському районі Одеської області.

## Склад ради
Рада складається з 26  депутатів та голови.
- Голова ради: Мішаглі Олег Григорович
- Секретар ради: Дідок Надія Юхимівна

### Керівний склад попередніх скликань
| Прізвище, ім'я, по батькові  | Основні відомості                                                  | Дата обрання | Дата звільнення |
| ---------------------------- | ------------------------------------------------------------------ | ------------ | --------------- |
| Юрківський Василь Людвігович | Сільський голова, 1944 року народження, член Народної партії       | 26.03.2006   | 25.10.2020      |
| Мішаглі Олег Григорович      | Сільський голова, 1976 року народження, освіта вища, позапартійний | 25.10.2020   |                 |

Примітка: таблиця складена за даними сайту Верховної Ради України

### Депутати
За результатами місцевих виборів 2010 року депутатами ради стали:

#### За суб'єктами висування
| Суб'єкт висування | Кількість обраних депутатів | %    |
| ----------------- | --------------------------- | ---- |
| Самовисування     | 21                          | 65,6 |
| Партія регіонів   | 11                          | 34,4 |

#### За округами
| № округу        | Прізвище, ім'я, по батькові         | Дата визнання обраним | Освіта             | Партійна приналежність                        | Відомості про обраного депутата                                               |
| --------------- | ----------------------------------- | --------------------- | ------------------ | --------------------------------------------- | ----------------------------------------------------------------------------- |
| Партія регіонів |                                     |                       |                    |                                               |                                                                               |
| 1               | Діанов Олександр Анатолійович       | 04.11.2010            | середня спеціальна | член Партії регіонів                          | шахта «Фоміна-5», начальник                                                   |
| 3               | Сидорук Ганна Миколаївна            | 04.11.2010            | середня спеціальна | член Партії регіонів                          | амбулаторія с. Велика Балка, медична сестра                                   |
| 10              | Лебедєва Людмила Миколаївна         | 04.11.2010            | середня спеціальна | член Партії регіонів                          | санаторій «Хаджибей», медична сестра                                          |
| 12              | Оленюк Анатолій Іванович            | 04.11.2010            | середня спеціальна | член Партії регіонів                          | приватний підприємець «Оленюк А. І.»                                          |
| 13              | Савеліч Лариса Богданівна           | 04.11.2010            | вища               | позапартійна                                  | Нерубайский навчально-виховний комплекс, вчитель                              |
| 16              | Рудоманенко Олександр Володимирович | 04.11.2010            | середня спеціальна | позапартійний                                 | приватний підприємець                                                         |
| 18              | Басалига Галина Іванівна            | 04.11.2010            | середня спеціальна | член Партії регіонів                          | Одеський психдиспансер, медична сестра                                        |
| 19              | Лєвша Леонід Юрійович               | 04.11.2010            | вища               | позапартійний                                 | Нерубайська амбулаторія, головний лікар                                       |
| 25              | Перезва Олена Володимирівна         | 04.11.2010            | вища               | член Партії регіонів                          | Одеський автодорожний коледж, викладач                                        |
| 29              | Малишенко Олександр Віталійович     | 04.11.2010            | вища               | член Партії регіонів                          | виробниче управління житлово-комунального господарства с-ще Усатове, директор |
| 32              | Кошик Григорій Іванович             | 04.11.2010            | середня спеціальна | позапартійний                                 | КМС-261, виконаввець робіт                                                    |
| Самовисування   |                                     |                       |                    |                                               |                                                                               |
| 2               | Оніщенко Сергій Юхимович            | 04.11.2010            | вища               | позапартійний                                 | пенсіонер                                                                     |
| 4               | Рожнатова Наталія Миколаївна        | 04.11.2010            | середня спеціальна | позапартійна                                  | АЗС № 15/011, старший оператор                                                |
| 5               | Підопригора Євген Миколайович       | 04.11.2010            | вища               | позапартійний                                 | адвокатське об'єднання «АК Полонський та Партнери», юрист                     |
| 6               | Бабій Ліля Арамівна                 | 05.08.2012            | вища               | позапартійна                                  | Одеська національна юридична академія, асистент                               |
| 7               | Ковтун Денис Владиславович          | 04.11.2010            | вища               | позапартійний                                 | приватний підприємець «Ковтун Д. В.»                                          |
| 8               | Свинарчук Ігор Миколайович          | 04.11.2010            | середня спеціальна | позапартійний                                 | приватний підприємець                                                         |
| 9               | Речич Валерій Петрович              | 04.11.2010            | незакінчена вища   | член Партії регіонів                          | тимчасово не працює                                                           |
| 11              | Лєбєдєв Артур Чолдійович            | 04.11.2010            | середня            | член Всеукраїнського об'єднання «Батьківщина» | тимчасово не працює                                                           |
| 14              | Дунєв Володимир Іванович            | 04.11.2010            | вища               | позапартійний                                 | управління вет.медицини, головний спеціаліст                                  |
| 15              | Яремчук Юрій Миколайович            | 04.11.2010            | вища               | член Всеукраїнського об'єднання «Батьківщина» | ВАТАБ «Бізнес стандарт», начальник відділу валютних операцій                  |
| 17              | Мишаглі Григорій Іванович           | 04.11.2010            | середня спеціальна | позапартійний                                 | пенсіонер                                                                     |
| 20              | Дідок Надія Юхимівна                | 04.11.2010            | вища               | позапартійна                                  | Нерубайська сільська рада, секретар                                           |
| 21              | Бабіна Ольга Володимирівна          | 04.11.2010            | середня            | член Партії регіонів                          | ООО «Інфокс» Філія «Інфоксводоканал», контролер                               |
| 22              | Квасевич Віктор Михайлович          | 04.11.2010            | середня спеціальна | член Комуністичної партії України             | Нерубайский навчально-виховний комплекс, вчитель                              |
| 23              | Зелінська Надія Львівна             | 04.11.2010            | вища               | позапартійна                                  | пенсіонер                                                                     |
| 24              | Бабіч Анжела Семенівна              | 04.11.2010            | вища               | позапартійна                                  | загальноосвітня школа № 125, вчитель                                          |
| 26              | Ходанович Світлана Вікторівна       | 04.11.2010            | вища               | позапартійна                                  | сільська рада с. Усатове, начальник військово-облікового столу                |
| 27              | Лисак Анатолій Володимирович        | 04.11.2010            | середня спеціальна | позапартійний                                 | ООО «Спецелеватор-мельмонтаж», заступник директора                            |
| 28              | Троян Тетяна Іванівна               | 04.11.2010            | вища               | член Української Народної Партії              | ТОВ «Термінал», головний бухгалтер                                            |
| 30              | Кирилюк Сергій Олексійович          | 15.11.2010            | вища               | позапартійний                                 | депо «Одеса-Сортувальна», машиніст                                            |
| 31              | Сафонова Олена Петрівна             | 04.11.2010            | середня спеціальна | позапартійна                                  | тимчасово не працює                                                           |